# (9386) Hitomi
(9386) Hitomi (1993 XD1) – planetoida z pasa głównego asteroid okrążająca Słońce w ciągu 5,67 lat w średniej odległości 3,18 j.a. Odkryta 5 grudnia 1993 roku.